# Theodor Schär
Pour les articles homonymes, voir Schär.
Theodor Schär ou Theo Schär, né le 16 février 1903 et mort à une date inconnue, est un footballeur international suisse. Il évoluait au poste de gardien de but.

## Biographie

### En club
Theodor Schär est gardien du FC Bâle puis du Servette FC durant sa carrière,.

### En équipe nationale
International suisse, Theodor Schär dispute un unique match avec l'équipe nationale suisse le 28 mars 1926 contre les Pays-Bas (défaite 0-5 à Amsterdam),.
Il fait partie du groupe suisse médaillé d'argent aux Jeux olympiques de 1924 mais ne dispute aucun match durant le tournoi.

## Palmarès

### En sélection
Suisse
- Jeux olympiques :
  -  Argent : 1924.